# Tabernacle Biblique Baptiste
Le Tabernacle Biblique Baptiste (espagnol : Tabernaculo Biblico Bautista) est une association chrétienne évangélique d'églises baptistes. Son siège est une megachurch basée à San Salvador au Salvador. Son dirigeant est Toby Jr.

## Histoire
L'église est fondée à San Salvador en 1977, par le pasteur Edgar López Bertrand et 13 autres personnes. 
En 2013, l'église compte 372 églises affiliées au Salvador.
En décembre 2017, Toby Jr. devient pasteur principal, après le décès de son père.
Selon un recensement de l’association, en 2022 elle disait avoir 517 églises et 40,000 membres.